# Olympische Sommerspiele 1996/Teilnehmer (Vietnam)
| Gelbes Symbol für Goldmedaillen mit stilisierten Olympischen Ringen | Graues Symbol für Silbermedaillen mit stilisierten Olympischen Ringen | Braundes Symbol für Bronzemedaillen mit stilisierten Olympischen Ringen |
| ------------------------------------------------------------------- | --------------------------------------------------------------------- | ----------------------------------------------------------------------- |
| —                                                                   | —                                                                     | —                                                                       |

Vietnam nahm an den Olympischen Sommerspielen 1996 in Atlanta, USA, mit einer Delegation von sechs Sportlern (drei Männer und drei Frauen) teil.

## Teilnehmer nach Sportarten

### Judo
- Cao Ngọc Phương Trịnh
Frauen, Superleichtgewicht: 15. Platz

### Leichtathletik
- Lâm Hải Vân
100 Meter: Vorläufe

- Vũ Bích Hương
Frauen, 100 Meter Hürden: Vorläufe

### Schießen
- Trịnh Quốc Việt
Freie Pistole: 44. Platz

### Schwimmen
- Trương Ngọc Tuấn
200 Meter Rücken: 38. Platz

- Võ Trần Trương An
Frauen, 50 Meter Freistil: 52. Platz